# گرایلینگ
گرایلینگ (به آلمانی: Greiling) یک شهر در آلمان است که در بایرن واقع شده‌است.

## خصوصیات
گرایلینگ ۷٫۶۵ کیلومترمربع مساحت دارد ۷۰۶ متر بالاتر از سطح دریا واقع شده‌است.